# Ba Phnum
Ba Phnum är ett distrikt i Kambodja.   Det ligger i provinsen Prey Veng, i den södra delen av landet, 60 km sydost om huvudstaden Phnom Penh.